# Xeranthemum annuum
Die Einjährige Spreublume (Xeranthemum annuum), auch Einjährige Papierblume oder Einjährige Strohblume genannt, ist eine Pflanzenart aus der Gattung der Spreublumen (Xeranthemum) innerhalb der Familie der Korbblütler (Asteraceae). Sie wird als Zierpflanze verwendet.

## Beschreibung

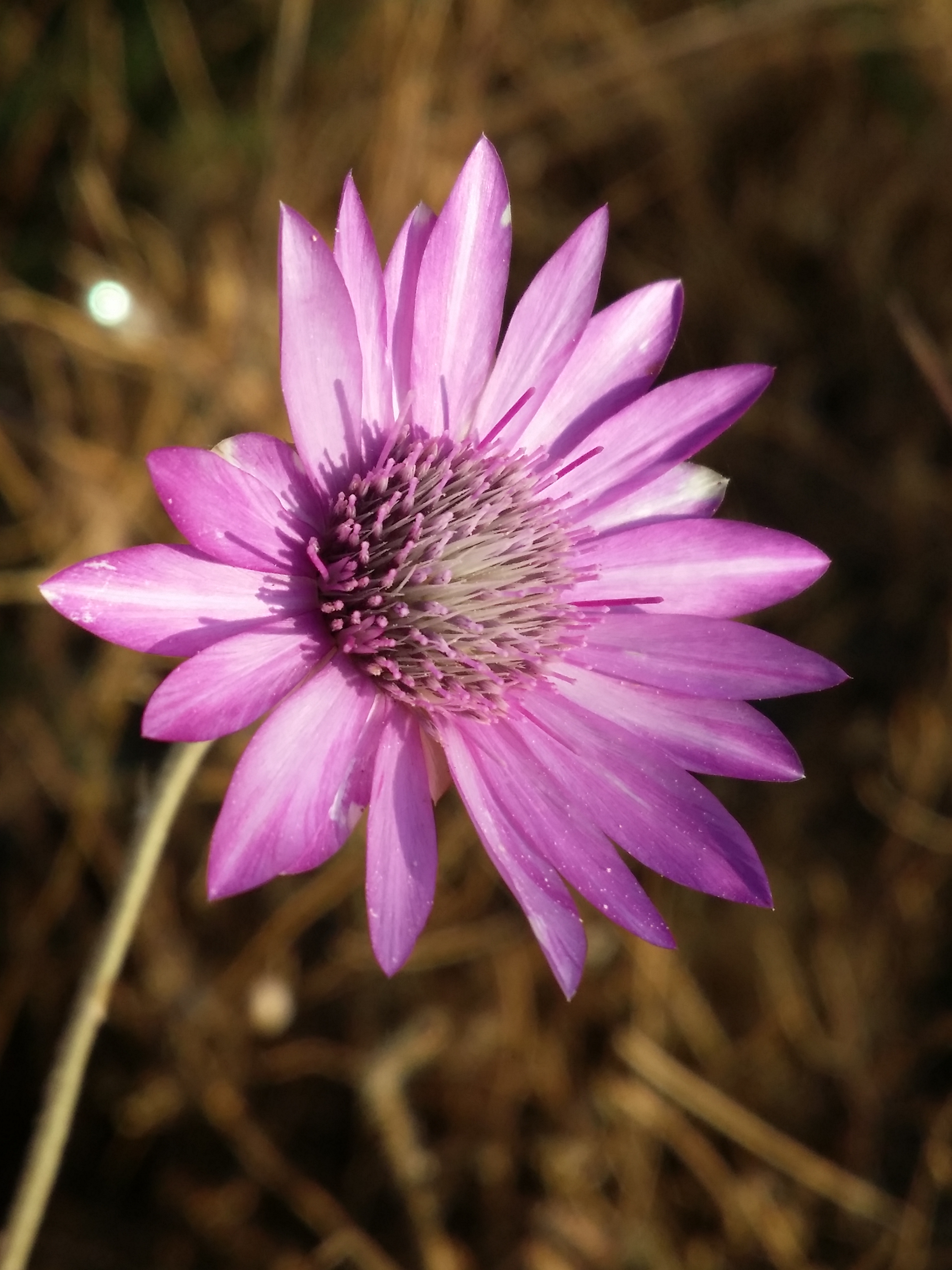
Blütenkopf

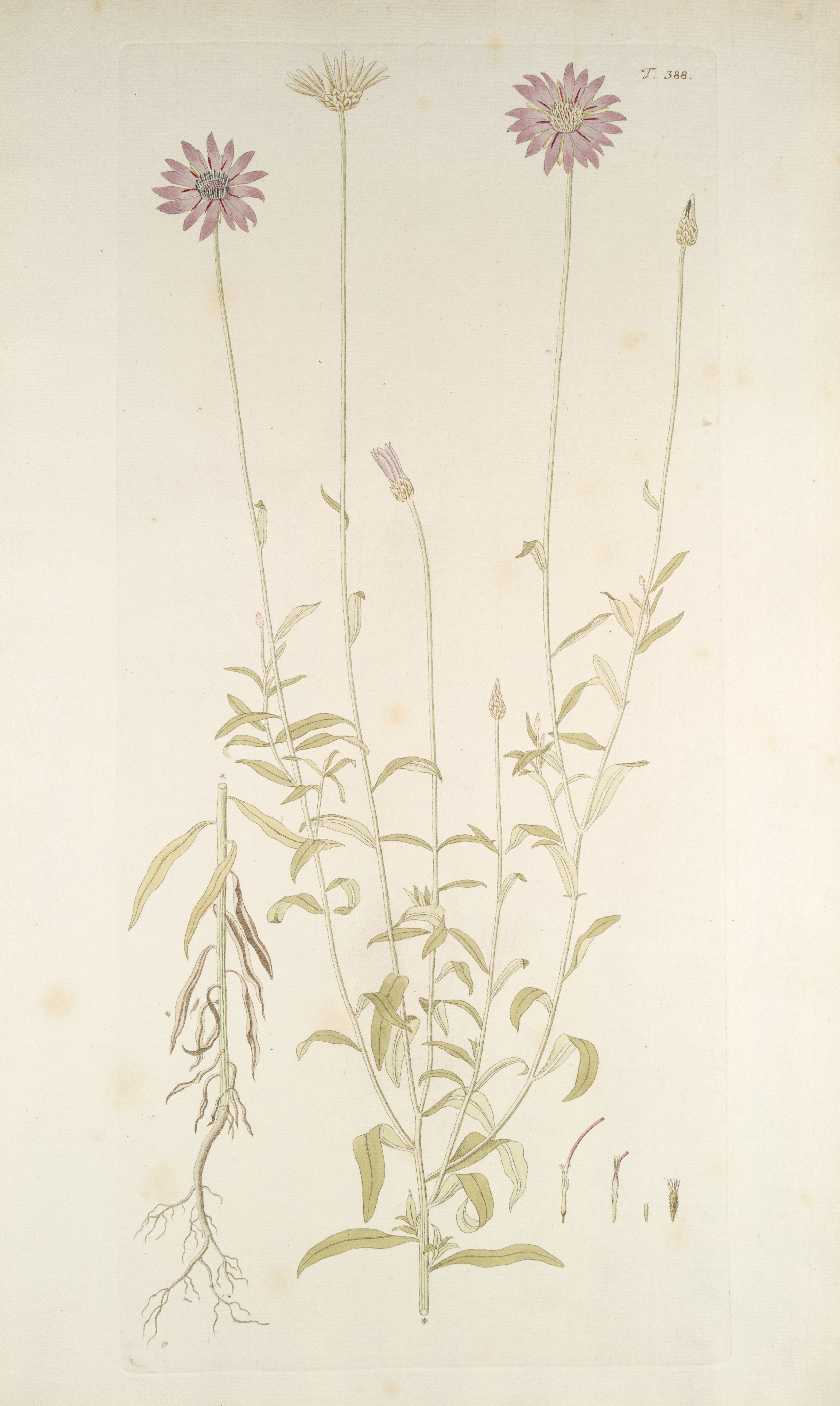
Illustration aus N. J. Jacquin Florae Austriacae, Band 4, Gerold, Wien, 1776. Tafel 388. Legende: Unterer Teil der Pflanze; Oberer Teil der Pflanze; Weibliche Röhrenblüte (vergr.); Männliche Röhrenblüte (vergr.); Frucht einer Zwitterblüte (x1); Frucht einer Zwitterblüte (vergr.)

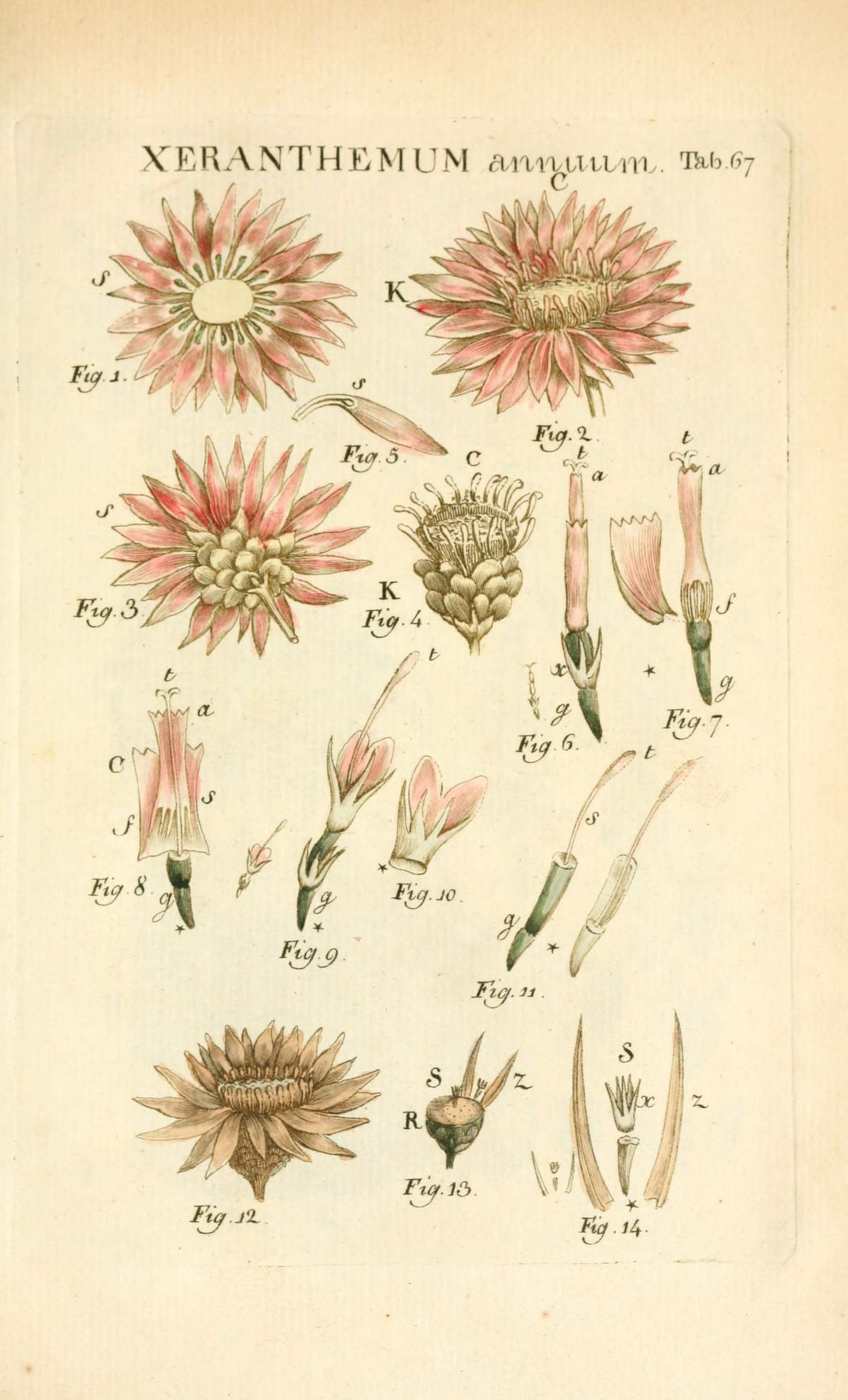
Illustration aus Illustratio systematis sexualis Linnaeani, 1789, Tafel 67

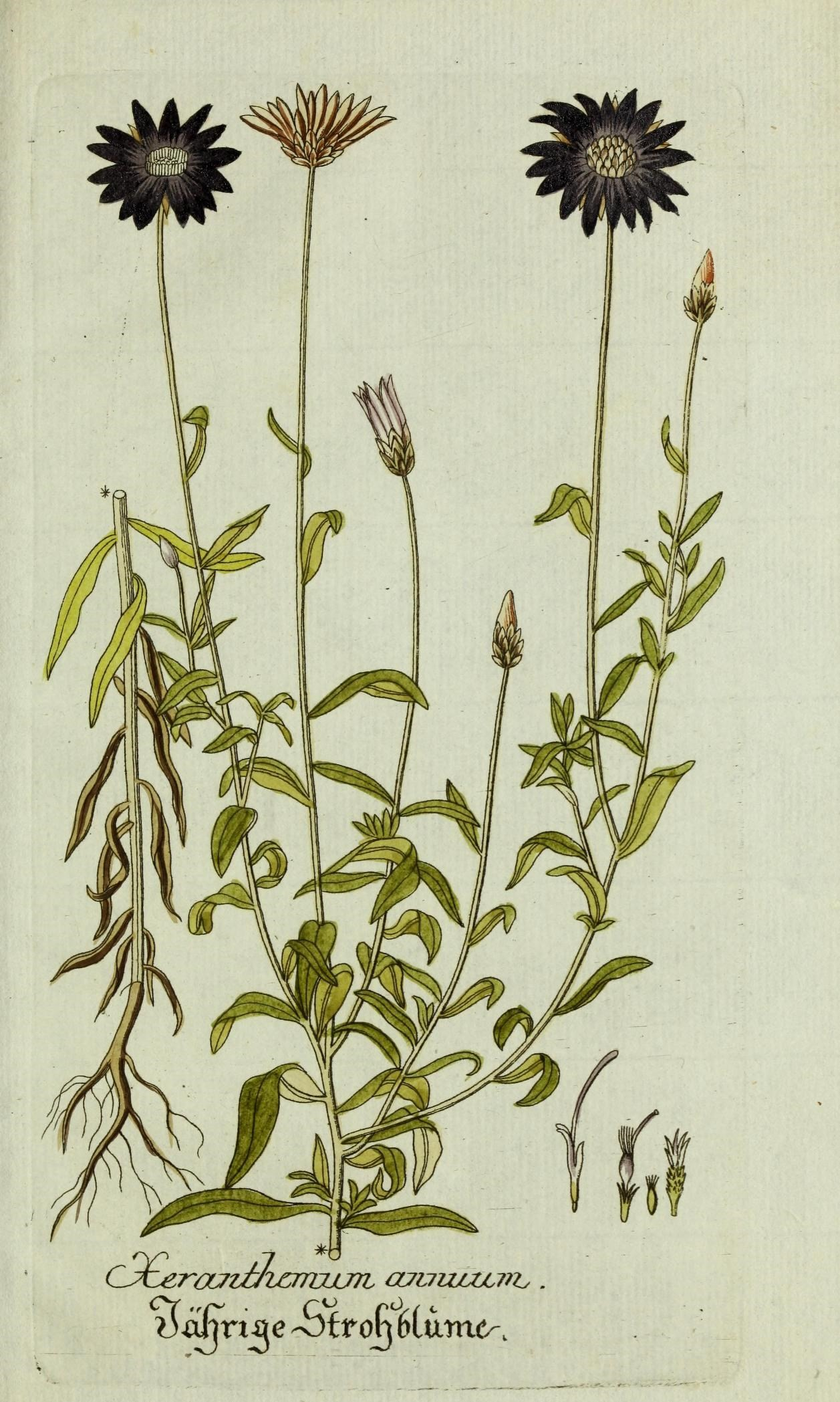
Illustration aus Lukas Hochenleitter und Kompagnie: Plantarum indigenarum et exoticarum icones ad vivum coloratae, oder, Sammlung nach der Natur gemalter Abbildungen inn- und ausländischer Pflanzen, für Liebhaber und Beflissene der Botanik, 1793

### Vegetative Merkmale
Xeranthemum annuum ist eine selbständig aufrechte, verzweigte, einjährige krautige Pflanze, die Wuchshöhen von 20 bis 50 Zentimetern erreicht. Die Stängel sind aufrecht und schon in oder unter der Mitte im mehrere sparrig abstehende Äste geteilt. Die Stängel sind stumpfkantig, angedrückt grauwollig-filzig und reich aber locker beblättert. Die wechselständig angeordneten Laubblätter sind sitzend.; nur die untersten sind stielartig verschmälert. Die einfache, silbergrau bis weiß wollig behaarte Blattspreite ist bei einer Länge von höchstens 3 Zentimetern sowie einer Breite von 2 bis 7 Millimetern linealisch bis länglich. Der Blattrand ist nach unten umgerollt.

### Generative Merkmale
Die Blütezeit liegt in den Sommermonaten und reicht von Juni bis Juli oder August oder manchmal bis September. Die körbchenförmigen Blütenstände stehen einzeln auf einem Blütenstandsschaft. Die anfangs kugelförmigen Blütenkörbe weisen zur Anthese Durchmesser von 2,5 bis 4 Zentimetern auf und sind später ausgebreitet. Die lanzettlich-eiförmigen bis verkehrt-eiförmigen Hüllblätter sind trockenhäutig. Die verlängerten inneren Hüllblätter stehen aufrecht oder ausgebreitet und sind weiß, rosa-violett bis violett gefärbt. Auf dem Korbboden befinden sich linealisch-lanzettliche, trockenhäutige und dicht drüsig punktierte Spreublätter.
Die Blütenkörbe enthalten 100 bis 120 hellviolette bis rosafarbene Blüten. Die äußeren Blüten sind steril, haben ein langes rosafarbenes Stylodium und sind tiefgeteilt, zweilippig. Die inneren Blüten sind radiärsymmetrisch und fertil. Die innersten Blüten sind mehr als doppelt so lang wie die äußeren und täuschen Zungenblüten vor. Die Staubfäden sind kahl.
Die Achänen sind 3 bis 4,5 Millimeter lang und seidig behaart. Die trockenhäutigen, pfriemförmigen Pappusschuppen sind 2 bis 3 Millimeter lang.

### Chromosomensatz
Die Chromosomenzahl beträgt 2n = 12.

## Ökologie
Bei Xeranthemum annuum handelt es sich um einen Therophyten.

## Vorkommen und Gefährdung
Xeranthemum annuum ist natürlich im östlichen Mittelmeerraum, in den südlichen Gebieten Mittel-, Ost- sowie Südosteuropas und im Kaukasusraum und in Westasien weitverbreitet. Es gibt Fundortangaben für Österreich, Tschechien, Ungarn, südliche Slowakei, Slowenien, Serbien, Kroatien, Bosnien und Herzegowina, Montenegro, Rumänien, Bulgarien, Albanien, Nordmazedonien, Griechenland, die Republik Moldau, südlicher Bereich des europäischen Teils Russlands, südliche Ukraine, Krim, Dagestan, Ciskaukasien und die Türkei (beispielsweise Anatolien) sowie in westlichen Iran. Sie ist in vielen Gebieten ein Neophyt, beispielsweise in wärmeren Gebieten vieler Staaten Europas (beispielsweise in der Schweiz (Indigenat), in Deutschland, Frankreich und Italien).
Xeranthemum annuum ist eine wärmeliebende (thermophile) Art. Sie gedeiht auf trockenen, felsigen sonnigen Standorten, beispielsweise an Straßenrändern, Feldrändern sowie Weingärten.
Die Ökologischen Zeigerwerte nach Landolt & al. 2010 sind: Feuchtezahl F = 1, Lichtzahl L = 4, Reaktionszahl R = 3, Temperaturzahl T = 5, Nährstoffzahl N = 2, Kontinentalitätszahl K = 5.
Xeranthemum annuum ist in manchen Ländern gefährdet.

## Taxonomie
Die Erstveröffentlichung von Xeranthemum annuum erfolgte 1753 durch Carl von Linné in Species Plantarum, Seite 857. Synonyme für Xeranthemum annuum L. sind: Xeranthemum annettae Kalen., Xeranthemum annuum subsp. annettae (Kalen.) Holmboe, Xeranthemum inodorum Moench, Xeranthemum oleifolium Cav., Xeranthemum ornatum Cass., Xeranthemum radiatum Lam., Xeranthemum annuum L. subsp. annuum, Xeranthemum annuum L. var. annuum.

## Nutzung
Xeranthemum annuum wird als Zierpflanze in Gärten und als Schnittblume sowie Trockenblume verwendet. Es wurden Hybriden in unterschiedlichen Farbtönen gezüchtet.
Xeranthemum annuum wurde auf medizinisch wirksame Inhaltsstoffe untersucht.

## Historische Literatur
- Allgemeines Blumen-Lexicon oder Beschreibung aller bis jetzt in Teutschland bekannten in- und ausländischen Gartenblumen und Ziergewächse, mit Anweisung zu ihrer Behandlung. Für Gartenliebhaber, nach alphabetischer Ordnung bearbeitet von Theodor Theuss, Band 2 H–Z, Landes-Industrie-Comptoir Weimar, 1811, S. 628

- Karte mit allen verlinkten Seiten:
- OSM |
- WikiMap